# Pultenaea flexilis
Pultenaea flexilis är en ärtväxtart som beskrevs av James Edward Smith. Pultenaea flexilis ingår i släktet Pultenaea och familjen ärtväxter. Inga underarter finns listade i Catalogue of Life.